# 多叶羽扇豆
多叶羽扇豆（学名：Lupinus polyphyllus），为豆科羽扇豆属下的一个植物种。多年生草本，高 50-100 厘米。茎直立．分枝成丛．全株无毛或上部被稀疏柔毛。